# Carlos Alberto Vesentini
Carlos Alberto Vesentini (2 de maio de 1947 — 1990) foi um historiador social brasileiro.

## Vida
Vesentini nasceu numa família de origem italiana e muito religiosa; teve uma irmã e quatro irmãos (entre quais o geógrafo José William Vesentini e o promotor de justiça Sérgio Vesentini). Graduou-se em História pela Faculdade de Filosofia, Letras e Ciências Humanas da Universidade de São Paulo (com estágio na Fundação Carlos Chagas), onde lecionou de 1976 a 1990.

## Obra
A obra principal de Vesentini é A teia do fato: uma proposta de estudo sobre a memória histórica (reeditada várias vezes pela editora Hucitec) que demostra a “radicalidade e rebeldia” com qual “deu vida aos questionamentos cotidianos tão necessários ao ofício do historiador”.
Outras obras importantes dele são:
- Em colaboração com Edgar S. de Decca. A revolução do vencedor. In: Ciência e Cultura, v. 29, p. 25-32, 1977; OU: In: Contraponto, Rio de Janeiro (1), novembro de 1976, p. 60-71;
- A figuração recorrente (1977) In: Tudo É História, v./n.[?] 2, São Paulo 1978;
- O problema do sujeito político (1978);
- Maria Quitéria de Jesus: história e cinema, capítulo de livro que “visava justificar e explicar uma proposta de roteiro sobre filme histórico a respeito de Maria Quitéria de Jesus, encaminhado à Embrafilme”,[5] e “que se transformou em roteiro para um filme histórico”.[6][7]
- Política e imprensa: alguns exemplos em 1928. In: Anais do V Congresso Brasileiro de Arquivologia, Rio de Janeiro, outubro 1982.
- História e ensino: o tema do sistema de fábrica visto através de filmes. In: Circe Bittencourt (org.), Adriana Mortara Almeida, Antonia Terra, Camilo de Mello Vasconcellos, Carlos Alberto Vesentini, Elias Thomé Saliba, Kátia Abud, Marcos Napolitano, Maria Auxiliadora Schmidt, Maria de Lourdes Monaco Janotti, Ricardo Oriá. O saber histórico na sala de aula. Coleção Repensando o ensino. São Paulo: Editora Contexto, 1998, p. 163-175 (“Notas e bibliografia” p. 173-175). ISBN 978-85-7244-071-4